# کوشتیا
کوشتیا (به لاتین: Kushtia) یک منطقهٔ مسکونی در بنگلادش است که در ناحیه کوشتیه واقع شده‌است. کوشتیا ۴۲٫۷۹ کیلومتر مربع مساحت و ۵۵۰٬۰۰۰ نفر جمعیت دارد.